# 2-Amino-3-methyl-9H-pyrido(2,3-b)indol
2-Amino-3-methyl-9H-pyrido[2,3-b]indol ist eine chemische Verbindung aus der Gruppe der Pyridoindole.

## Vorkommen
2-Amino-3-methyl-9H-pyrido[2,3-b]indol wurde in gegrillten Lebensmitteln, in den Pyrolyseprodukten von Proteinen und im Zigarettenrauch gefunden. Es ist daher wahrscheinlich, dass der Mensch dieser Verbindung in großem Umfang ausgesetzt ist.

## Gewinnung und Darstellung
2-Amino-3-methyl-9H-pyrido[2,3-b]indol kann durch Reaktion von 2-Aminoindol mit 3-Amino-2-methylacrylonitril gewonnen werden.

## Regulierung
Über den Safe Drinking Water and Toxic Enforcement Act of 1986 besteht in Kalifornien seit 1. Januar 1990 eine Kennzeichnungspflicht für Produkte, die 2-Amino-3-methyl-9H-pyrido[2,3-b]indol enthalten.

## Externe Links zu erwähnten Verbindungen
1. ↑  Externe Identifikatoren von bzw. Datenbank-Links zu 2-Aminoindol:  CAS-Nr.: 36946-70-0, PubChem: 122074, ChemSpider: 108882, Wikidata: Q27115493.
2. ↑  Externe Identifikatoren von bzw. Datenbank-Links zu 3-Amino-2-methylacrylonitril:  CAS-Nr.: 96-16-2, EG-Nr.: 202-484-0, ECHA-InfoCard: 100.002.259, PubChem: 78947, ChemSpider: 71280, Wikidata: Q27259117.